# Aoplus theresae
Aoplus theresae là một loài tò vò trong họ Ichneumonidae.